# Благодатовка (Самарская область)
Благодатовка — село в Большечерниговском районе Самарской области России. Входит в состав сельского поселения Глушицкий.

## История
В конце 1820-30-х годов  Большую Глушицу прибывали тысячи переселенцев из центральных губерний России.  В 1850-е годы село стало самым крупным в Николаевском уезде -  637 дворов и 5. 370 жителей.  В 1859 году село насчитывало 30 дворов, крестьяне Благодатовки состояли в одной сельской общине с крестьянами Большой  Глушицы. На начало 1867 года в Благодатовке насчитывалось 111 домохозяек и 349 мужских, или так называемых ревизских  душ, имеющих право на получение земельных наделов. 
После столыпинской реформы 1907-1910 гг. возникли отруба и хутора, принадлежавшие Левакову, Королёву, Бешенину, Аксёновуи Крюкову.  
В 1937 году появилась семилетка, теперь дети могли обучаться ровно 7 лет, тогда в школе училось около 200 детей из Благодатовки, Овцевода и других колхозов.

## Население
| 2010 | 2011 | 2012 | 2013 | 2014 | 2015 | 2016 |
| ---- | ---- | ---- | ---- | ---- | ---- | ---- |
| 366  | ↘336 | ↗385 | ↗431 | ↗439 | ↘438 | ↗449 |